# 潔西卡·加迪洛娃
潔西卡·加迪洛娃（英語：Jessica Gadirova，2004年10月3日—），英國體操運動員，她代表英國隊參加了日本舉行的2020年夏季奧林匹克運動會，並且在女子團體全能比賽上獲得銅牌。她的雙胞胎姊妹珍妮佛同樣也是體操選手。